# АМ-37
АМ-37 (сокр. от Александр Микулин) — советский поршневой авиационный двигатель, разработанный незадолго до начала Великой Отечественной войны. Является малосерийной модификацией АМ-35, отличаясь от него лишь наличием интеркулера (по терминологии того времени воздушно-водяной радиатор), а также увеличенным диаметром крыльчатки нагнетателя.

## Создание
Работа над форсированной путём повышения наддува версией АМ-35 началась с размещения, говоря современным языком, интеркулера после нагнетателя по инициативе завода в декабре 1939 года. В своем письме Молотову от 24 декабря 1940 г. Микулин отмечал, что разработка этого двигателя, получившего обозначение «АМ-37», велась конструкторами завода № 24 сверх плана. В апреле-мае 1940 года прошли 50-часовые совместные (заводские и государственные) испытания на станке, по итогам которых были определены взлётная и номинальная мощности. 25 мая того же года вышло постановление Комитета обороны № 222сс «О постройке новых авиационных моторов на заводе № 24 НКАП»:

Обязать НКАП (директора завода № 24 Дубова и гл. конструктора Микулина) в дополнение к постановлениям КО № 91сс от 26 апреля 1939 года и № 209сс от 20 мая 1940 года обеспечить доводку ресурса надежной работы мотора АМ-37 (модификация мотора АМ-35; взлетная мощность — 1400 л. с., номинальная мощность на расчетной высоте — 1400 л. с., расчетная высота — 6000 м, октановое число топлива не выше — 95) до 100 часов и провести его государственные 100-часовые испытания к 1 сентября 1940 года— из постановления № 222сс КО
В мае 1940 г. мотор АМ-37 прошел совместные пятидесятичасовые испытания. По мотору дважды устанавливались сроки государственных испытаний (1 августа 1940 г. и 1 февраля 1941 г.), но ввиду наличия тех же дефектов, которые были вскрыты и на моторе АМ-38, мотор государственных испытаний в указанные сроки не прошел.

Мотор АМ-37
Поставлен мотор № 1080 на сточасовые заводские испытания. Мотор прошел пикирование и 10 часов режимной работы.
Дефекты при испытании: во время приработки разрушилась опора нагнетателя и два случая течи водо-воздушных радиаторов. Указанные дефекты устранены, испытание мотора продолжается. В сборке находится три мотора, предназначенных для заводского и государственных испытаний.
Срок предъявления на государственные испытания намечается на 25-30 сентября (по плану — 1 сентября 1940).
Моторы для заводов № 39 и № 156 собраны и подготовлены к контрольным испытаниям. Задержка происходит из-за радиаторов. Завод № 34 не обеспечивает подачи в срок надежных водовоздушных радиаторов.— из сводки № 628с за подписью зам. нач. НКАП В. П. Кузнецова от 19 сентября 1940
5 октября полковник Илюхин, врид начальника Группы контроля ВВС, в своей «справке о ходе выполнения постановлений КО» констатировал, что «Мотор на госиспытания не сдан.»
К концу 1940 года были изготовлены 10 прототипов, стендовые испытания которых начались 5 января 1941. В апреле моторы выдержали 100-часовые государственные испытания и были утверждены к производству.
АМ-37 безуспешно выдвигался на соискание премии им. Чкаловa. Двигатель устанавливался и планировался к установке на многие перспективные самолёты, но оказался ненадёжным и склонным к перегреву. За 1941 год московский завод № 24 выпустил всего 29 моторов, а в октябре производство было прервано немецким наступлением и эвакуацией завода. Микулин не смог исправить недостатки АМ-37, и производство не возобновлялось.

## Модификации

### АМ-37А
Версия, испытания которой планировались в феврале 1940. Однако нет информации не только о проведении испытаний, но даже о постройке. Предполагалась мощность около 1600 л. с. (1200 кВт) при массе 850 кг.

### АМ-37ТК
Планировавшаяся модификация с турбокомпрессором.

### АМ-37П
Проект мотора с возможностью размещения мотор-пушки между блоками цилиндров. Пушка должна была стрелять через полый вал редуктора.

### АМ-37УВ
Двигатель с удлинённым валом, предназначавшийся для оригинального истребителя М. И. Гудкова Гу-1. Разработка начата в 1941, в 1942 для первого опытного самолёта были приготовлены длинный вал с выносным редуктором, а 12 июня 1943 единственный экземпляр разбился в первом же полёте. Лётчик-испытатель подполковник Никашин погиб. Комиссия под председательством заместителя начальника ЦАГИ Остославского и включавшая лётчиков-испытателей В. Коккинаки и Федрови установила непричастность мотора к катастрофе.
Согласно данным Шаврова масса мотора составила 790 кг.

## Применение
- МиГ-1 АМ-37
- МиГ-7
- ДИС-200
- ТИС
- ИТП
- «103»/«103У» (АНТ-58/АНТ-59, Ту-2)
- Ер-2